# Pinnotheres hanumantharaoi
Pinnotheres hanumantharaoi is een krabbensoort uit de familie van de Pinnotheridae. De wetenschappelijke naam van de soort is voor het eerst geldig gepubliceerd in 1989 door Devi & Shyamasundari.